# Estación Colonia Sarmiento

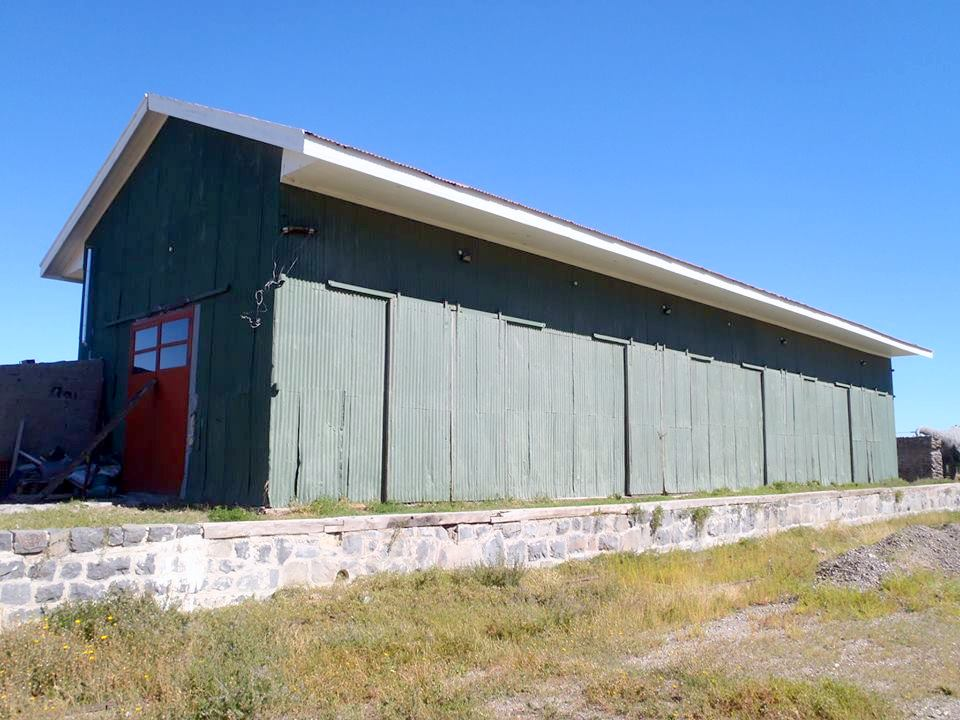
Edificio almacén de la estación usado como depósito.

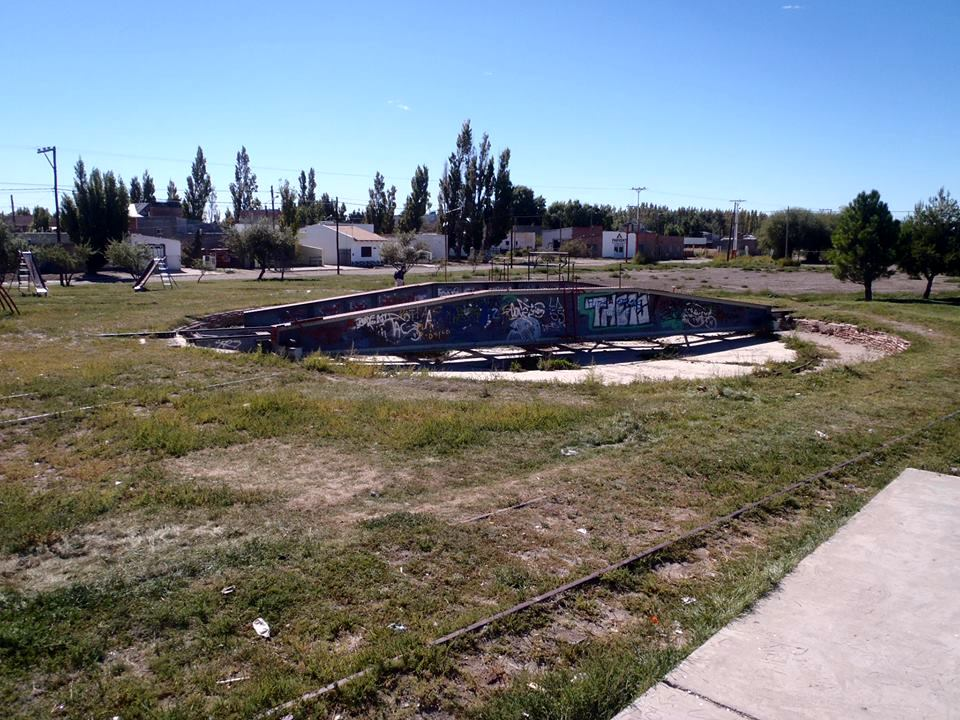
Mesa giratoria de la estación Sarmiento a modo de monumento.

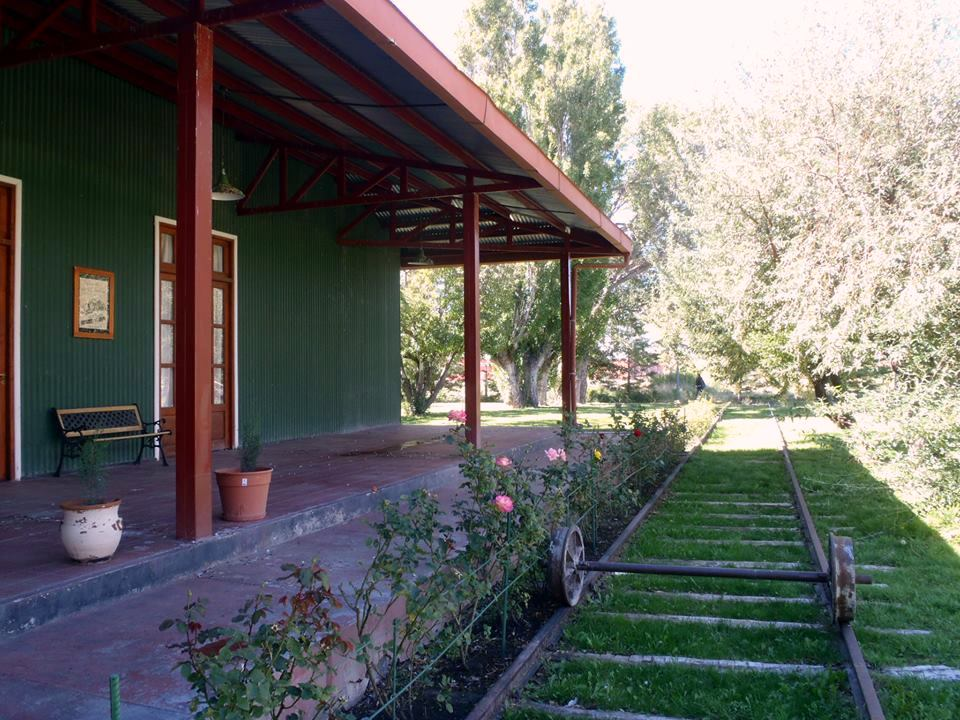
Andén de la estación con un eje de locomotora o coche motor intacto.

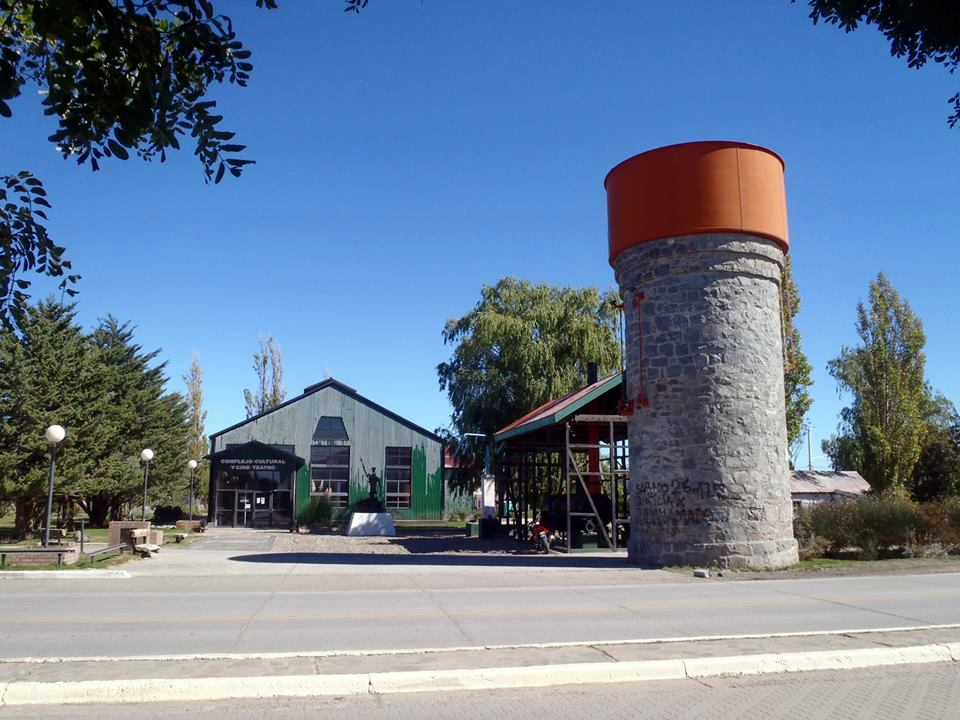
sector final del ferrocarril con el tanque ferroviario asediado por la urbanización que cubrió de asfalto las vías. Se conserva el galpón de locomotoras convertido en un centro cultural y la máquina de vapor que calentaba el petróleo con su tinglado.

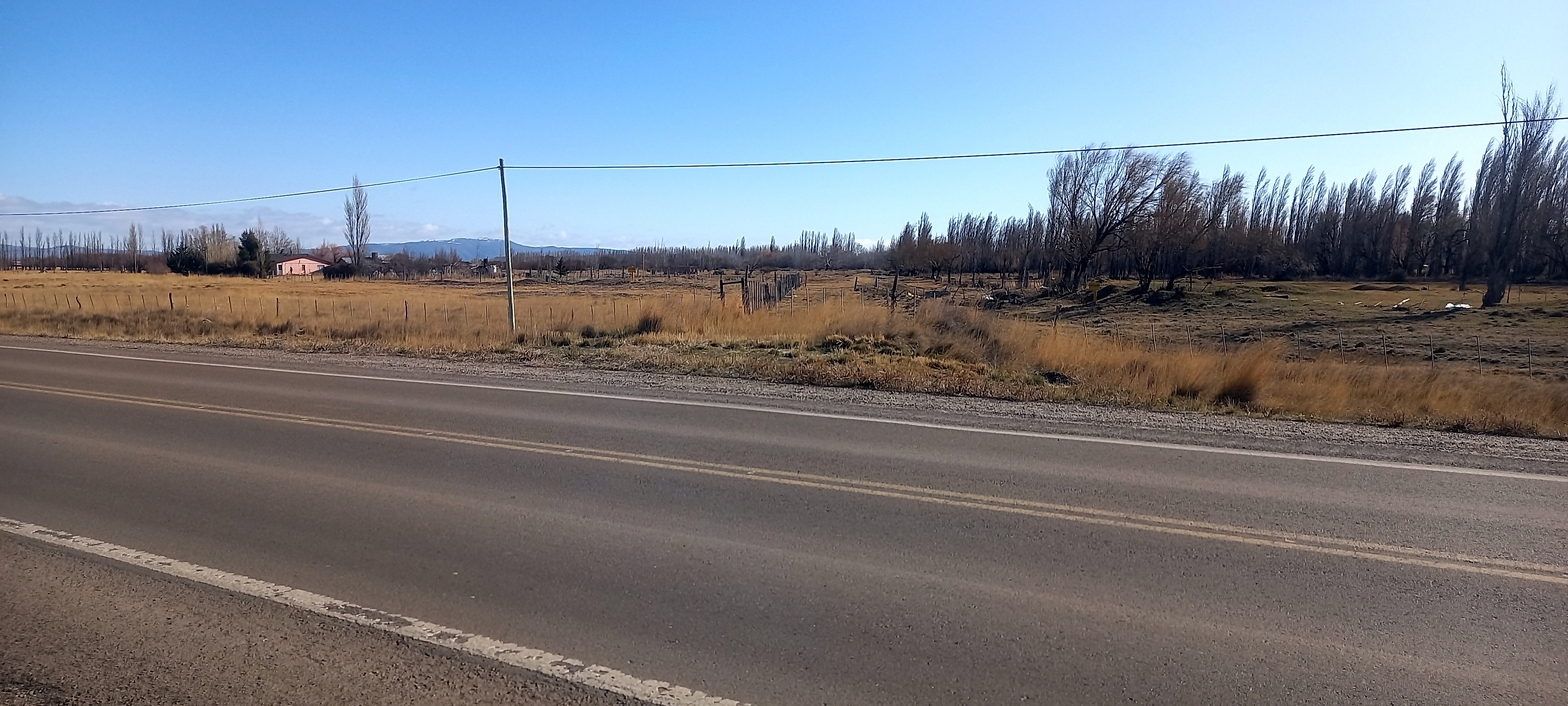
Terraplén rumbo estación Sarmiento tras atravesar ruta 26. El mismo desde el encuentro con la ruta hacia casi llegar a la estación fue desprovisto de vías por algún intendente de Sarmiento.

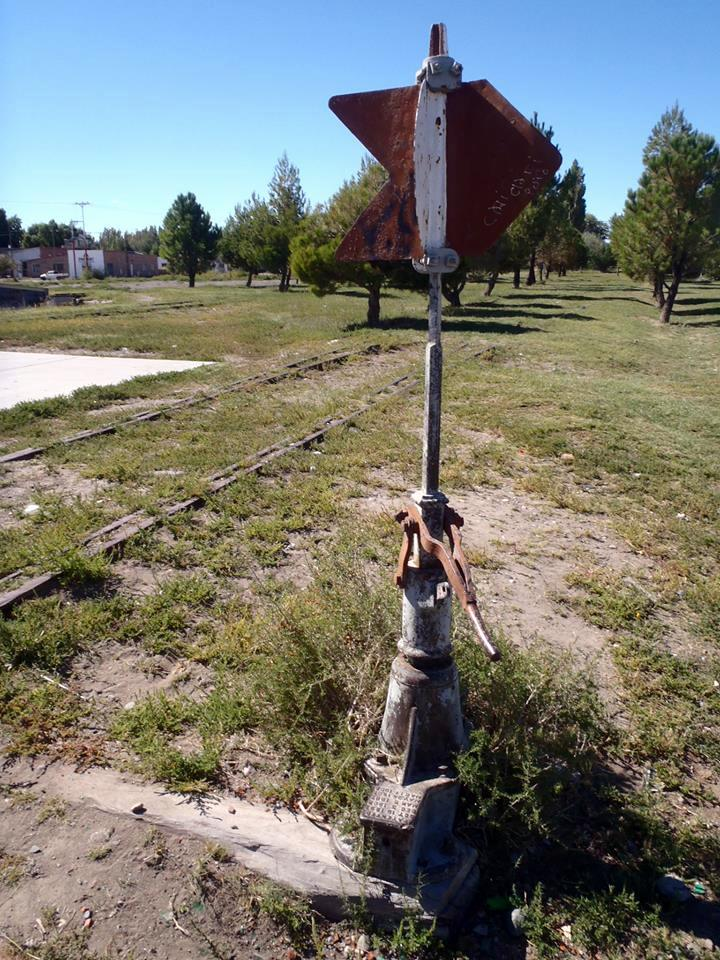
Señal ferroviaria de desvío perfectamente conservada en la ciudad de Sarmiento. Su entorno fue parquizado.

Colonia Sarmiento, después renombrada Sarmiento, es una ex estación ferroviaria del Ferrocarril de Comodoro Rivadavia que unía a esta localidad con Colonia Sarmiento, ambas en la provincia de Chubut (Argentina). La estación por la zona que se encuentra en cuanto a población y condición de punta de riel; fue hasta su clausura la segunda más importante del ferrocarril de Comodoro.
La estación forma parte del Ferrocarril de Comodoro Rivadavia que comenzó a funcionar en el año 1910 y que fue cerrado definitivamente en el año 1978.

## Toponimia
El nombre de la estación es dado en honor a Domingo Faustino Sarmiento  (San Juan, 15 de febrero de 1811 – Asunción del Paraguay, Paraguay, 11 de septiembre de 1888). Fue un destacado actor de la historia argentina, ya que se desempeñó como político, pedagogo, escritor, docente, periodista y militar argentino; además fue gobernador de la Provincia de San Juan entre 1862 y 1864, Senador Nacional por su Provincia entre 1874 y 1879 y presidente de la Nación Argentina entre 1868 y 1874. La nomenclatura adicionó: se halla en la localidad de Sarmiento, creada por decreto nacional en el año 1887 en la región de los lagos Musters y Colhué Huapi, gobernación del Chubut.
Con los años el nombre se fue acortando a simplemente Sarmiento. Este hecho fue demostrado paulatinamente en diferentes documentos histórico como itinerarios, informes y boletos de la línea. Esto se observa cuando los documentos reflejan el paso del nombre de Colonia Sarmiento a una abreviación C. Sarmiento que recordaba el primer nombre. Luego se paso a simplificar a Sarmiento. El cambio también repercutió en la localidad que terminó acortando su nombre. 

## Historia
La estación se emplazó en una ubicación estratégica, dentro de una zona oasis en medio de la Meseta patagónica; hoy conocido como valle de Sarmiento. El valle no tuvo problemas con el agua, pero nunca estuvo cultivado en todas sus posibilidades. Sin embargo, con una producción sostenida fue capaz de abastecer, por medio del ferrocarril, a la creciente población de Comodoro Rivadavia que necesitaba comestibles y materias primas. Esto aseguraba más tráfico general que el ramal Puerto Deseado a Colonia Las Heras, el cual cruzaba una zona totalmente árida.
Sarmiento continuó prosperando como centro agrícola e incluso aprovechó los viajes diarios en los nuevos ferrobuses para incrementar sus envíos hacia Comodoro. Esto fue posible gracias a los modernos ferrobuses que permitieron llevar la carga liviana en forma rápida y constante con velocidades de hasta 100 kilómetros por hora. Las mercancías que más pedidos tenían eran las verdura, leche y carnes; las mismas eran transportadas junto a los pasajeros en los viajes diarios que salían desde las 6:30 a. m. y traía todo fresco según los propios vecinos.La renovación que recibió el ferrocarril con la llegada de los modernos ferrobuses Ganz permitió que los pasajeros viajaran más cómodos y rápido. Estos vehículos fueron llamados autovías y llevaban 50 personas cómodamente sentadas, tres por asiento, un espacio reservado para la primera clase con 12 asientos y si era necesario llevaba gente parada en la carga. En este periodo dorada del ferrocarril este medio de transporte traía a los clubes de futbol desde Comodoro que competían frente a Sarmiento en la liga de fútbol de Comodoro Rivadavia. Como resumen, toda visita importante llegaba por el ferrocarril.
Con las mejoras a partir de 1950 en el ferrocarril, los viajes a Sarmiento son usados para el ocio y recreación. La gente de menos recursos hasta los llegó a utilizar como medio para irse de luna de miel.La estación concentró gran parte de la vida social del pueblo y llegaron a organizarse grandes fiestas dentro de este edificio con consecuencias posteriores para le personal.
Fue la segunda estación en importancia con una de las poblaciones más grandes del tendido durante muchos años. Mientras que para 1957 se informa que el pueblo de contaba con 4000 habitantes, cifra que se incrementó levemente hasta el día de hoy. Este dato poblacional relegó a Sarmiento en importancia frente a los crecientes campamentos-barrios de Comodoro.

### Después del cierre
La estación se constituyó un símbolo de encuentros y despedidas. Lamentablemente, dejó de funcionar definitivamente en 1973 al ser desafectada de servicio. Mientras que en 1977 fue clausurada toda la línea a Sarmiento, dado que este viaje deja de funcionar por la decadencia del ferrocarril que ya no veía redituable visitarla. En 1989 la municipalidad declaró el sitio de la exestación solar histórico mediante la ordenanza 120/89. 
Aun para inicios de los años 1990 el edificio se encontraba en buen estado con su color verde original, pero sin sus carteles nomencladores.
Desafortunadamente, para el año 1993 un trágico incendio dejó muy poco de la histórica estación. La pérdida dejó un gran vacío y sentimiento de angustia en la población por varios años. No obstante, fue reconstruida en su totalidad, conservando su forma y fachada original. Finalmente, el nuevo edificio fue reinaugurado como sede definitiva del Museo Desiderio Torres en el año 2004  como parque - museo.
Actualmente, es un museo dependiente de la Municipalidad de Sarmiento, llamado así en honor a un antiguo poblador aborigen muy respetado en la zona. Este museo cuenta con cuatro salas (paleontológica, parque, de los colonos y alfarería) que exponen la historia regional. Una placa rememora su inauguración en 1914, su destrucción en 1993 y su reconstrucción en 2004.

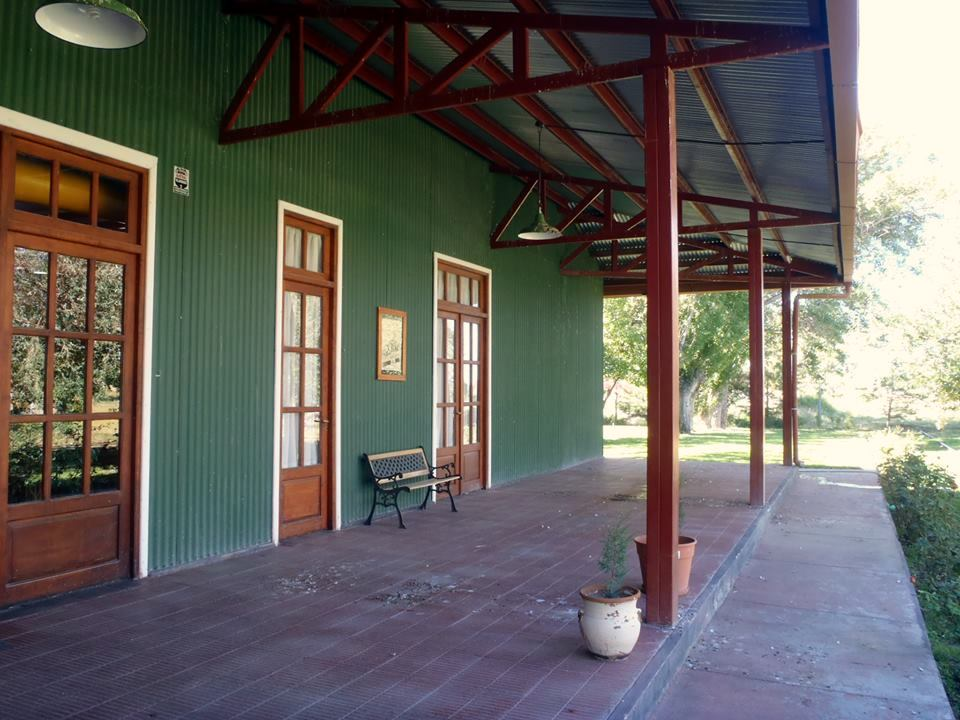
Andén recientemente restaurado junto con todas las instalaciones tras el incendio.

Luego de la reconstrucción idéntica a la original fueron restaurados en la estación su andén y vías de forma completa que le devolvieron su identidad histórica. Asimismo, se pudo conservar en cercanías una mesa giratoria restaurada en buenas condiciones, tramos de vías, galpones y demás infraestructura. 

#### Proyecto de Reapertura: tren turístico al Bosque Petrificado Sarmiento
Para 1991, un grupo de gente propone desarrollar el turismo con un tren desde Sarmiento hasta el Bosque Petrificado a unos 38 km al sur de Sarmiento. Es posible que fueran inspirados por el éxito de La Trochita y es posible que también supieran de las intenciones de instalar en Ushuaia el Tren del Fin del Mundo. Pensaban usar los rieles antiguos de trocha ancha, que para aquel entonces aún estaban intactos y explotar material rodante sobrante en El Maitén.
Para inicios de los años 2000, el intendente Britapaja de Sarmiento apoyó la iniciativa y expuso el proyecto ante el Congreso. Aunque se volvió a insistir, esta vez de manera oficial, no tuvo ecos. Para abril de 2007 el tema reaparece en un estudio de impacto ambiental de la presa Los Monos. Se afirmaba en el mismo que el proyecto estaba en etapa de definición. También, se expusieron datos como su velocidad que sería de 12 km por hora y que aprovecharía gran parte de las vías que todavía sobrevivían.
La construcción de este tren turístico uniría a la ciudad de los lagos con los Bosque petrificado Sarmiento. Además, del valor que agregaría, sería un intento de homenajear al desaparecido ferrocarril de Comodoro Rivadavia a Sarmiento.

#### Preservación del patrimonio histórico
Las diferentes gestiones políticas prometían reactivar el ramal o construir un ferrocarril Patagónico nuevo. Sin embargo las promesas de campañas no duraron muchos, dado que el levantamiento del ramal Comodoro Rivadavia – Sarmiento fue solicitado en julio de 2004 por el Gobierno provincial de Mario Das Neves al Organismo Nacional de Administración de Bienes del Estado. La autorización se obtuvo a comienzos del año 2005 por medio del subsecretario de Transporte Ferroviario de la Nación, Julio Tito Montaña.
Los restos que perduraban de la línea comenzaron a ser desmontados desde 2005 hasta 2006 por la firma Natura Ecology, en el marco de un convenio con la Secretaría de Turismo, por el cual la empresa se comprometía a desmontar el ramal y trasladar 46 mil durmientes a la localidad de El Maitén para rehabilitar La Trochita. El costo de ese trabajo era de 700 mil pesos y sería pagado con rezagos del desguace. El convenio mencionado no fue tratado por la Legislatura Provincial. La tramoya política produjo la pérdida de tramos históricos que perdieron los rieles y durmientes; dicha maniobra se ejecutó sin dar aviso a los pobladores que nada sabían sobre la compra de rieles, y que consideraban al mismo como patrimonio histórico de la región. Además el convenio no fue respetado y 46 mil durmientes y vías a no llegaron a El Maitén. El funcionario encargado de la Secretaría Juan Carlos Tolosa fue desvinculado de su cargo. En el año 2006  el levantamiento había arrasado casi todo lo que quedaba de la línea ferroviaria para ser desarmado con fines inciertos. Ese año la justicia intervino para detener en estación Enrique Hermitte el levantamiento de vías y durmientes del ferrocarril, ya que no se cumplieron con los requisitos estipulados por ley. De este modo, se pudo conservar, casi en su totalidad, los últimos 30 kilómetros de vías históricas desde Km162 hasta inmediaciones de Sarmiento. Quedando Sarmiento con su patrimonio histórico casi intacto.

## Funcionamiento
El análisis de itinerarios de horarios lo largo del tiempo confirman la importancia de Sarmiento para el ferrocarril.

### Itinerarios históricos
El análisis de itinerarios de horarios lo largo del tiempo confirman que la importancia de este punto. De este análisis surge que los trenes hicieron visita constante siempre con cargas y pasajeros.
El primer informe de horario publicado en 1920 con datos vigentes desde enero de 1918 expuso que trenes mixtos partían los lunes y jueves desde Comodoro a las 8:00 horas y arribando 16:30 a Sarmiento. Mientras que el regreso era los martes y viernes desde Sarmiento a las 8:00 horas, con arribo a Comodoro a las 15:50. Por otra parte, para arribar a km 191 precisaban 10 minutos. Por último, el viaje completo costó 16.80 para la primera clase y 9.60 para la segunda; mientras que este itinerario llamó Colonia Sarmiento a la estación.
En 1928 el ferrocarril realizaba 2 viajes los lunes y jueves. El tren mixto a vapor, tras partir de Comodoro Rivadavia a las 9, arribaba a Sarmiento a las 16:50 . En tanto, la vuelta se producía los días miércoles y sábados desde las 9 con arribo a estación Comodoro a las 16:35. La estación estaba separada de Colhué Huapi 23 minutos y del apeadero km 191 por una corta distancia sin especificar.
En 1930 la situación no varió respecto al itinerario de 1928.
El itinerario de 1934 brindó información de la sección del servicio suburbano que era ejecutado por trenes mixtos los días lunes y jueves junto con el viaje a Sarmiento. El viaje a vapor tuvo mejorías en los tiempos en general. Los tiempos se mantuvieron sin modificaciones. Sin embargo, el cambio más significativo en este documento fue que se especificó el horario del vecino apeadero km 191 del que distaba por 10 minutos. Este itinerario mostró por primera vez a apeadero y estaciones circundantes clausurados.
Para el itinerario de 1936 arrojó el único cambio significativo: la reducción de días de servicio, pasando a solo los lunes para regresar desde Sarmiento el miércoles. La situación de declive de la zona de influencia que se evidenció en el itinerario anterior continuó.
Desde 1938 el itinerario expuso por primera vez una extensa red servicio suburbano que recorría la zona norte de Comodoro. Gracias a las últimas mejoras que recibió el ferrocarril, con la incorporación de ferrobuses, se logró que el servicio de pasajero y cargas ligeras reciba la mejora en el tiempo del trayecto que pasó de casi 8 hs a alrededor de 4 hs. Los días de servicios fueron ampliados y ejecutados los lunes, miércoles y viernes partiendo desde Sarmiento a las 7:45 para arribar a Comodoro a las 11:1, para luego volver a salir desde Comodoro a las 16:30 y arribar a Sarmiento a las 20:25. En cuanto a las distancias con los puntos vecinos se cubrían en 7 minutos con km 191.
El nombre de la estación fue abreviado a C. Sarmiento, por lo que el uso común del acortamiento del nombre era ya empleado.
El itinerario de Ferrocarriles del Estado del 15 de diciembre de 1940. Todos los viajes de todas las líneas pasaron a operarse con ferrobuses. El viaje principal partía los domingos desde Comodoro a las 7:08 y arribando a Sarmiento a las 10:45; mientras que había otro viaje que partía todos los días menos domingos desde las 16:30 alcanzando Sarmiento a las 20:25. En tanto, el viaje desde Sarmiento se producía los domingos desde las 17:45 con arribo a Comodoro a las 20:58; mientras que el viaje que corría todos los días menos domingos lo hacía desde las 7:45 con llegada a las 11:11 a Comodoro. Por último, el documento se refirió a este elemento como Colonia Sarmiento y con edificación erigida a la derecha de la vía.  
El itinerario de trenes de 1946 hizo alusión detallada a los servicios del ferrocarril. Las condiciones siguieron iguales en el viaje de larga distancia para pasajeros como en el itinerario anterior. La situación de la zona de influencia de la estación varió, dejando de figurar muchos puntos clausurados. El ferrocarril disponía de un servicio de pasajeros diario y otro para los domingos. 
El itinerario realizó también la descripción del servicio de cargas a Sarmiento. Este se ejecutaba en forma condicional los lunes, miércoles y viernes. El viaje se hacía con un formación a vapor y partía desde Talleres a las 9:40 para llegar a Sarmiento a las 17:40. Luego, el regreso se producía martes, jueves y sábado el tren retornaba a las 10:20 para llegar a Comodoro a las 9:14.
En cuanto a las distancias, se requerían 10 minutos para conectar este punto con km 191. El itinerario mostró por primera vez el truncamiento del nombre de la estación a Sarmiento, que terminaría siendo definitivo después.
El mismo itinerario de 1946 fue presentado por otra editorial y en el se hace mención menos detallada de los servicios de pasajeros de este ferrocarril. En el documento se aclaró que la mayoría de los ferrobuses pararían en puntos adicionales que los pasajeros solicitaran para ascender o descender. Las tarifas se cobraban desde o hasta la estación más próxima anterior o posterior. Las mismas mantuvieron los valores y secciones de 1938. En este documento este punto fue llamado por última vez Colonia Sarmiento, diferenciándose del itinerario homónimo.
El 10 de diciembre de 1948 fue presentado un itinerario que no representó grandes variaciones respecto del presentado en 1946. Sin embargo, la gran diferencia con el anterior documento estuvo en el viaje de cargas que recorría la línea completa desde Comodoro a Sarmiento; y no partía desde Talleres como en el itinerario anterior. De este modo, el viaje de cargas partía sin un día estipulado, en forma condicional desde Comodoro a las 9:30 y arribaba a Sarmiento a las 18:05. En tanto, la vuelta desde Sarmiento se producía desde las 10:20 con arribo a estación Comodoro a las 20:25. Por otro lado, el viaje de pasajeros operado por los ferrobuses a Sarmiento desde las 7hs siguió mostró la sería retracción desde Estación Pampa del Castillo hasta Sarmiento todos los puntos se mostraron como paradas optativas. Sin embargo, en el otro viaje que partía desde las 9 hs la cantidad de elementos optativos era sensiblemente menor. Por último, el itinerario se refirió a este punto como Sarmiento.
Por otro lado, una sección del informe de horarios de noviembre de 1955  describió el servicio suburbano. En ella se detalló este servicio que poseía puntas de rieles en COMFEPET, km 27 y km 20. Pasando a ser Diadema punta de riel del servicio suburbano que iba hasta Escalante, estación que dejó de ser visitada frecuentemente en favor de Diadema. De este modo, por el truncamiento de la línea a Escalante este punto ya no fue mencionado y visitado. No obstante, pese a perder Escalante el servicio suburbano; el ferrocarril ideó en los domingos un viaje especial. El mismo tuvo el carácter de recreo y trató de mantener turismo en diferentes puntos de la línea. El ferrobús partía el domingo a las 6:00 de Comodoro, arribaba a este apeadero 10:00 como parada opcional, y finalizaba en Sarmiento a las 10:07 horas. En el mismo día, se emprendía el regreso desde Sarmiento a partir de las 17:30. Esto daba lugar que los visitantes permanecieran buena parte del día disfrutando en los diferentes destinos seleccionados. De esta forma, los pasajeros podían disfrutar de toda una jornada en este sitio como en otros puntos del ferrocarril. Asimismo, el viaje del domingo, llamativamente, arrojó que la única estación que tuvo parada obligatoria de los servicios ferroviarios de pasajero en el tendido desde Diadema a Sarmiento, fue Cañadón Lagarto. El ferrocarril contaba con los otros 3 viajes que partían desde Comodoro lunes y viernes a las 9 9:00 para llegar a esta estación a las 14:22. También, partía de la estación matriz un servicio sin especificar quizás por ser diario a las 16:30 para arribar a Sarmiento a las 20:37.
El regreso partía desde Sarmiento los días martes y sábado desde las 5:50 para arribar a Comodoro a las 10:19: El último servicio no especificado en días salía de Sarmiento a las 7:00 para alcanzar a Comodoro Rivadavia a las 10:56. Además, el itinerario mostró que el servicio de pasajero y cargas empeoran levemente los tiempos. Los ferrobuses arribaban en 4:07 horas y la distancia con km 191 siguió en 7 minutos. Por último, el documento confirmó el truncamiento definitivo del nombre de la estación y el pueblo a Sarmiento.

### Registro de boletos
Una extensa colección de boletos confirma a este punto como muy concurrido. En todos los boletos figura esta estación con el nombre de Sarmiento en preferencias a otros.

## Infraestructura

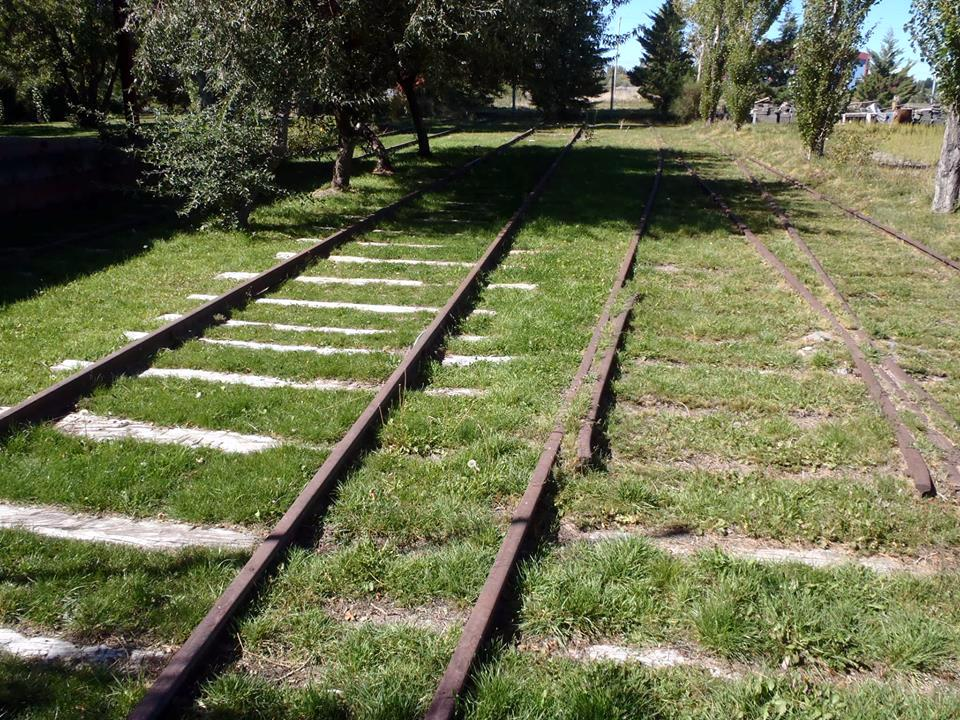
Vías del desvío de la playa de maniobras de Sarmiento, hoy vueltas un parque.

El equipamiento de Sarmiento fue detallado por primera vez en el itinerario de 1934. En este documento se informa:
- Apartadero 714 metros.
- Desvíos 2878 metros.
- Galpón para tres máquinas.
- Galpón para cargas de 235 metros.
- Tanque 45 m3.
- Tanque petrolero 41,5 m3.
- Puente giratorio 22 metros.
- Rampa de punta.
- Corral bovino 3000 m².

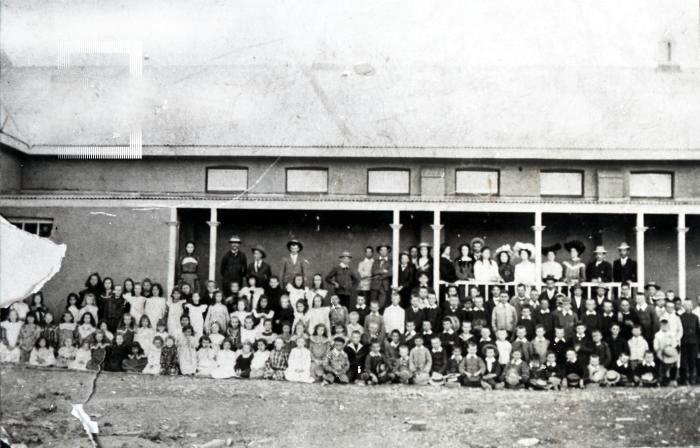
inmigrantes bóeres en Estación Colonia Sarmiento.

Además, la zona que rodea a Sarmiento era crucial por su agua que está a baja profundidad de 4 metros. Esto se debe que el ferrocarril en 200 kilómetros de desierto patagónico solo podía abastecer sus locomotoras a vapor en este punto, Kilómetro 162, Escalante, Pampa del Castillo y km 117.
Posteriormente, un informe de 1958 de talla que la estación operaba con los servicios de pasajeros, encomiendas, cargas y haciendas (P.E.C.H). Su infraestructura estaba entre las más completas del ferrocarril. Solo esta estación, Enrique Hermitte, Escalante (Devenida en apeadero para 1965), Comodoro Rivadavia (Cerrada para los años 1970), km 5, Astra y Diadema poseían infraestructura de peso similar que era capaz de brindar todos los servicios del ferrocarril. Además, las cuatro últimas mencionadas eran parte del ejido urbano de Comodoro.
La municipalidad de Sarmiento describió como operaba parte de la infraestructura ferroviaria: un tinglado (conservado) protege en su interior una caldera (construida con piezas de máquinas ferroviarias), cuya finalidad consistía en calentar el fluido RI (petróleo) que elevaba de los tanques subterráneos a través de una manga de agua proveniente del gran tanque (junto al cual se ubica) con el fluido RI mezclado con el carbón, permitían el funcionamiento de las locomotoras a vapor. 
Al ser la segunda estación de importancia y la punta del riel del ferrocarril contó con una infraestructura importante que incluía:

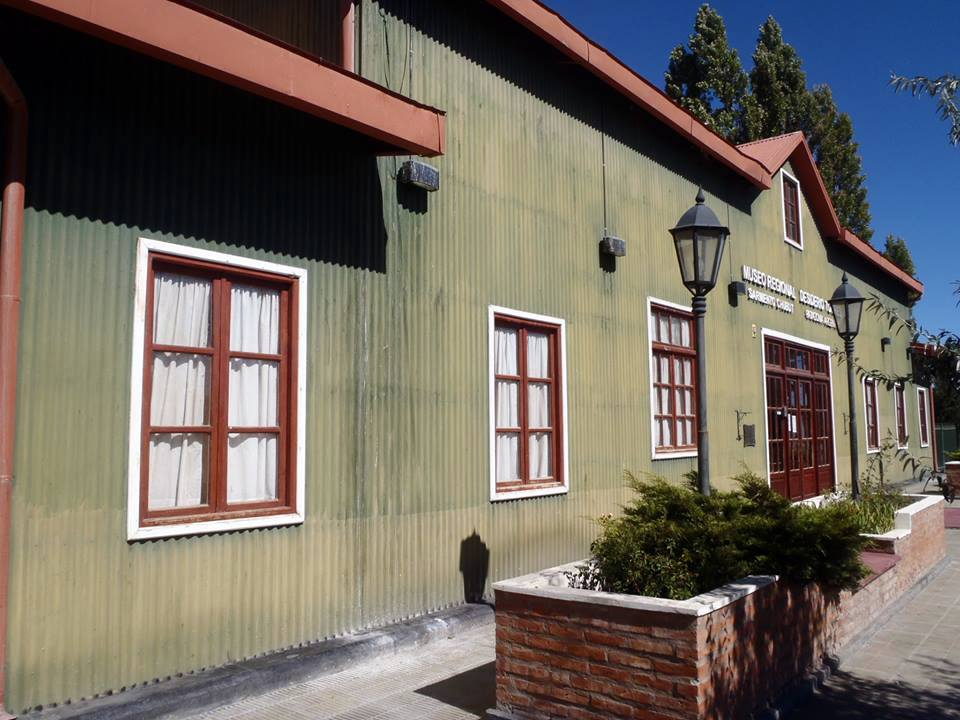
La exestación Sarmiento hoy museo Regional Desiderio Torres

- Apartadero 714 metros.
- Desvíos 2373 metros.
- Galpón para tres máquinas.
- Galpón 235 metros.
- Tanque 45 metros.
- Tanque petrolero 40/45 toneladas.
- Puente giratorio 22 metros.
- Almacén.
- Corral bovino 3,000 m².

## Galería
|                                  |
| Mesa giratoria intacta con vías. |

|                                          |
| La mesa giratoria en una plaza con vías. |

|                                                           |
| Ingreso a la exestación restaurada y convertida en museo. |

|                                                        |
| Desvíos aun conservados en proximidades a la estación. |

|                                                      |
| Terraplén y vías conservadas próximas a la estación. |

|                                                            |
| Mesa giratoria vandalizada, pero en perfecta conservación. |

|                                                               |
| Tanque de agua para las locomotoras en perfectas condiciones. |